# 徳島中央自動車教習所

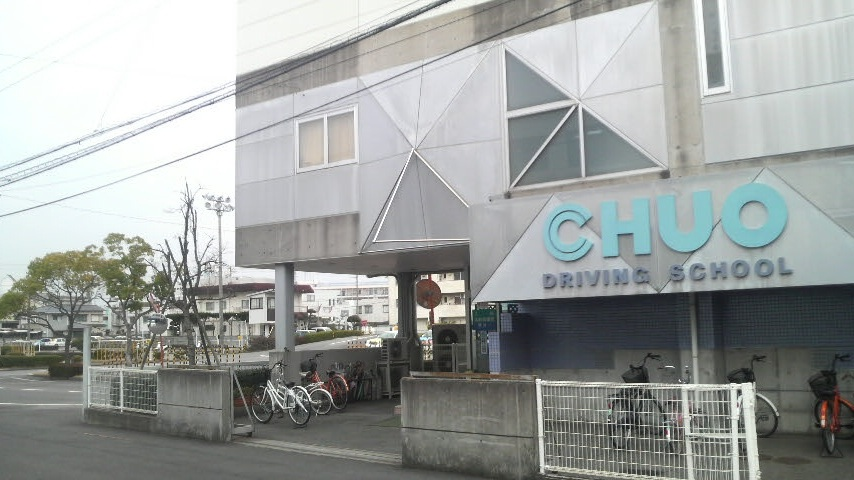
徳島中央自動車教習所

株式会社徳島中央自動車教習所（とくしまちゅうおうじどうしゃきょうしゅうじょ）は、徳島県徳島市城東町にある徳島県公安委員会指定の自動車教習所を運営する企業。

## 概要
- 無料送迎完備。事前の電話で希望の場所まで
- 託児所完備(予約制)
- 高齢者講習、ペーパードライバー講習、原付講習、自転車安全運転講習
- 小学校・幼稚園・保育園を対象に交通安全教室の実施
- 企業対象交通安全研修

## 特色
- 生徒一人ひとりを深く理解するため担任制を導入している。
- 徳島県で初めて､日本交通安全教育普及教会が認定するスーパーアドバイザーが対応し､企業研修や交通安全教室などを実施。地域の交通安全センターとして交通ルールやマナーの大切さを知ってもらう為の啓発活動にも力を入れている。
- CHUO祭り・バーベキュー大会・苺狩りツアー・ボウリング大会などを開催し、休憩室には卓球台・ダーツ・マンガ本・TVゲーム・フリードリンクなど、昔の教習所のイメージ（暗い・怖いなど）とはかけ離れた開放的な教習所を目指している。
- 平成25年に行われた指定自動車教習所学科競技大会徳島県大会において徳島中央自動車教習所の鎌田将伸指導員が優勝した。
- 平成27年1月27日　総合検査優秀賞。
- 2016年6月3日三重県鈴鹿サーキット交通教育センターにて開催された『第16回 全国自動車教習所教習指導員安全運転競技大会』において、新井啓介指導員が四輪部門 コーススラローム競技で優勝。　米澤健二指導員が大型二輪部門 一本橋競技で優勝した。
- 2017年6月2日 『第17回 全国自動車教習所教習指導員安全運転競技大会』 において、新井啓介指導員が四輪部門 ブレーキング回避競技で準優勝、コーススラローム競技で５位入賞した。
- 2018年6月1日 『第18回 全国自動車教習所教習指導員安全運転競技大会』 において、米澤健二指導員が大型二輪部門 一本橋競技で準優勝、パイロンスラローム競技で準優勝、４種目総合３位入賞した。
- 2019年6月7日 『第19回 全国自動車教習所教習指導員安全運転競技大会』において、米澤健二指導員が四輪部門 縦列駐車・車庫入れ競技で準優勝、４種目総合６位入賞した。

## 取得免許
- 普通自動車第一種免許
- 普通自動二輪車免許
- 大型自動二輪車免許
- 普通自動車第二種免許
- 小型移動式クレーン運転技能講習
- フォークリフト運転技能講習
- 玉掛け作業技能講習
- 高所作業車運転技能講習
- 床上操作式クレーン運転技能講習
- クレーン（５ｔ未満）特別教育
- 高所作業車特別教育

## 所在地など
- 〒770-0862 徳島県徳島市城東町一丁目7-42
- 学校周辺 - 徳島大学、徳島商業高校、徳島市立高校、城東中学校、田岡東病院、沖洲病院など。

## 沿革
- 1961年 設立。
- 2007年 平成19年度徳島県指導員競技会で総合優勝。
- 2014年 レンタカー事業を開始
- 2014年 女性に優しいトイレに改装
- 2014年 マスコットキャラ[チュー王]が誕生
- 2019年 作業免許技能教習棟として、徳島県内初の全天候型実技棟が完成